# Cooltoren
De Cooltoren, ook wel de CoolTower genoemd, is een woontoren in Rotterdam. Het gebouw telt 50 verdiepingen en beschikt over 282 appartementen. Naast woningen is er een gezamenlijke daktuin van 1.770 m² en een bovengrondse parkeergarage voor auto's en fietsen.
In mei 2017 is de verkoop gestart en in april 2018 startte de bouw. Het ontwerp van V8 Architects werd uitgevoerd door bouwbedrijf Ballast Nedam.

## Het uiterlijk
Samen met de Zalmhaventoren behoort de Cooltoren tot de prominentste en vanuit het stadscentrum meest zichtbare toevoegingen aan de Rotterdamse skyline. De toren heeft een opvallende middenkroon, die de hoogte van andere woontorens in het centrum markeert. Op ongeveer 70 meter hoogte bevinden zich de grootste balkons. Vanuit daar kunnen bewoners de stad vanuit alle windrichtingen bekijken.

## De bouw

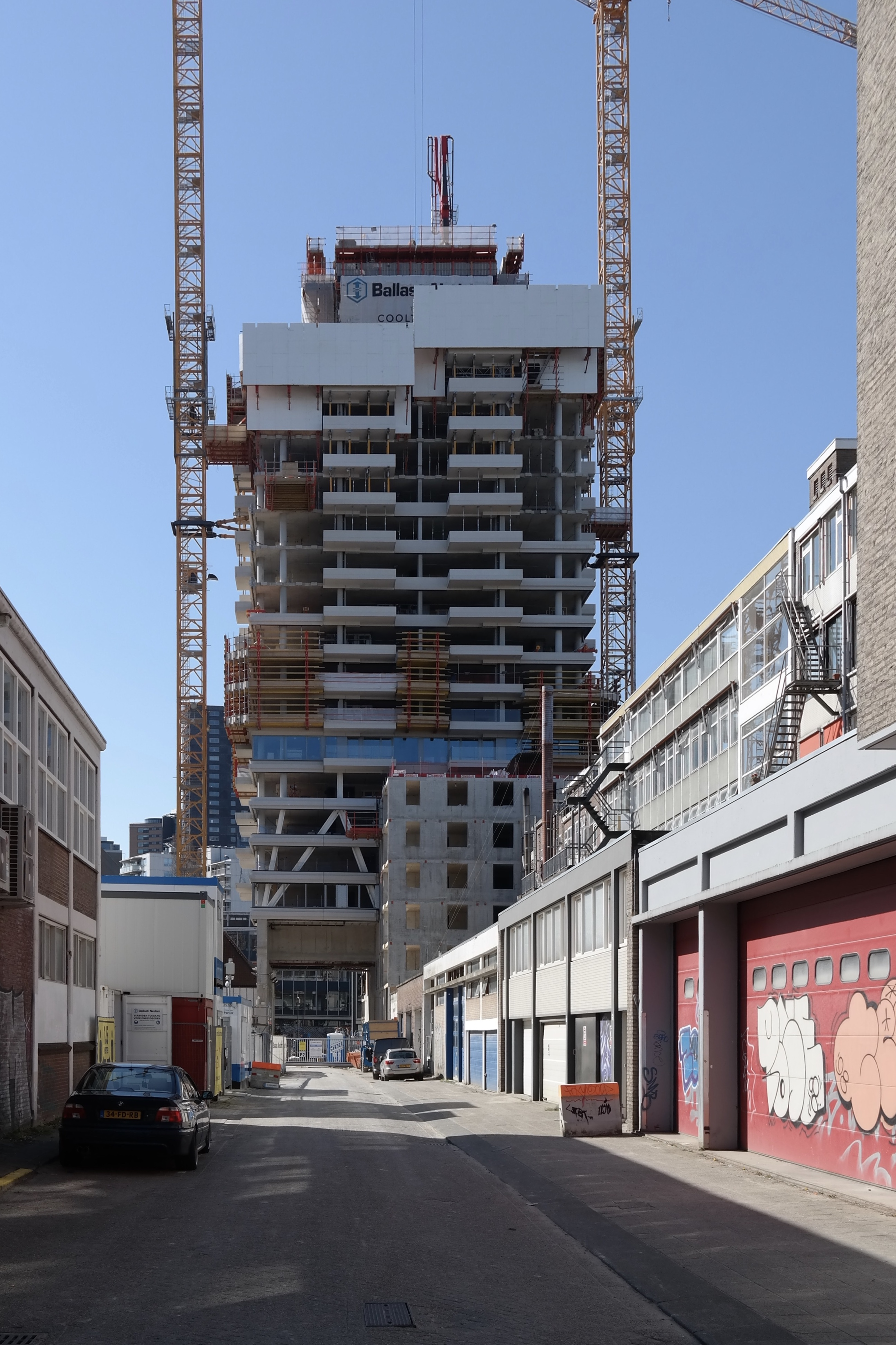
De bouw in april 2021

De toren werd grotendeels opgebouwd uit prefab betonelementen. Voor het zichtbeton werd een geheel eigen kleur ontwikkeld. De balkons, borstweringen en kaderelementen werden uitgevoerd in esthetisch beton. De gevel is opgebouwd uit witte banden en balkons. Gevelbrede raamstroken zorgen voor daglicht en uitzicht. De woningen variëren in omvang van 50 tot 421 vierkante meter. Op de bovenste verdiepingen bevinden zich de penthouses. Het vier verdiepingen tellende middendeel telt per laag vier grote hoekappartementen met een balkon van 72 m².
100Hoog · CasaNova · Cooltoren · Coopvaert · De Hoge Heren · De Rotterdam · De Zalmhaven · Delftse Poort · Erasmus MC · FIRST Rotterdam · Five55 · Hofpoort · Maastoren · Millenniumtoren · Montevideo · New Orleans · Oosterbaken · Pegasustoren · Robecotoren · Schielandtoren · The Muse · The Red Apple · The Sax · Toren op Zuid · Up:Town · Waterstadtoren · Weenatoren · Westerlaantoren · World Port Center ·
Cooltoren (Rotterdam) · Delftse Poort (Rotterdam) · FIRST (Rotterdam) · Hoftoren (Den Haag) · JuBi-gebouw (Den Haag) · De Kroon (Den Haag) · Maastoren (Rotterdam) · Millenniumtoren (Rotterdam) · Mondriaantoren (Amsterdam) · Montevideo (Rotterdam) · New Babylon (Den Haag)  · New Orleans (Rotterdam) · The Red Apple (Rotterdam) · Rembrandttoren (Amsterdam) · De Rotterdam (Rotterdam) · Het Strijkijzer (Den Haag) · Westpoint (Tilburg) · World Port Center (Rotterdam) · De Zalmhaven (Rotterdam)
Achmeatoren (Leeuwarden) · Alphatoren (Enschede) · Carlton (Almere) · Erasmusgebouw (Nijmegen) · Europees Octrooibureau (Rijswijk) · EWI-gebouw (Delft) · Hondsrugtoren (Emmen) · Innovatoren (Venlo) · Kempkensberg (Groningen) · Niko (Eindhoven) · Provinciehuis ('s-Hertogenbosch) · Rabobank (Utrecht) · Sardijntoren (Vlissingen) · IJsseltoren (Zwolle)